# چیلچالپورن

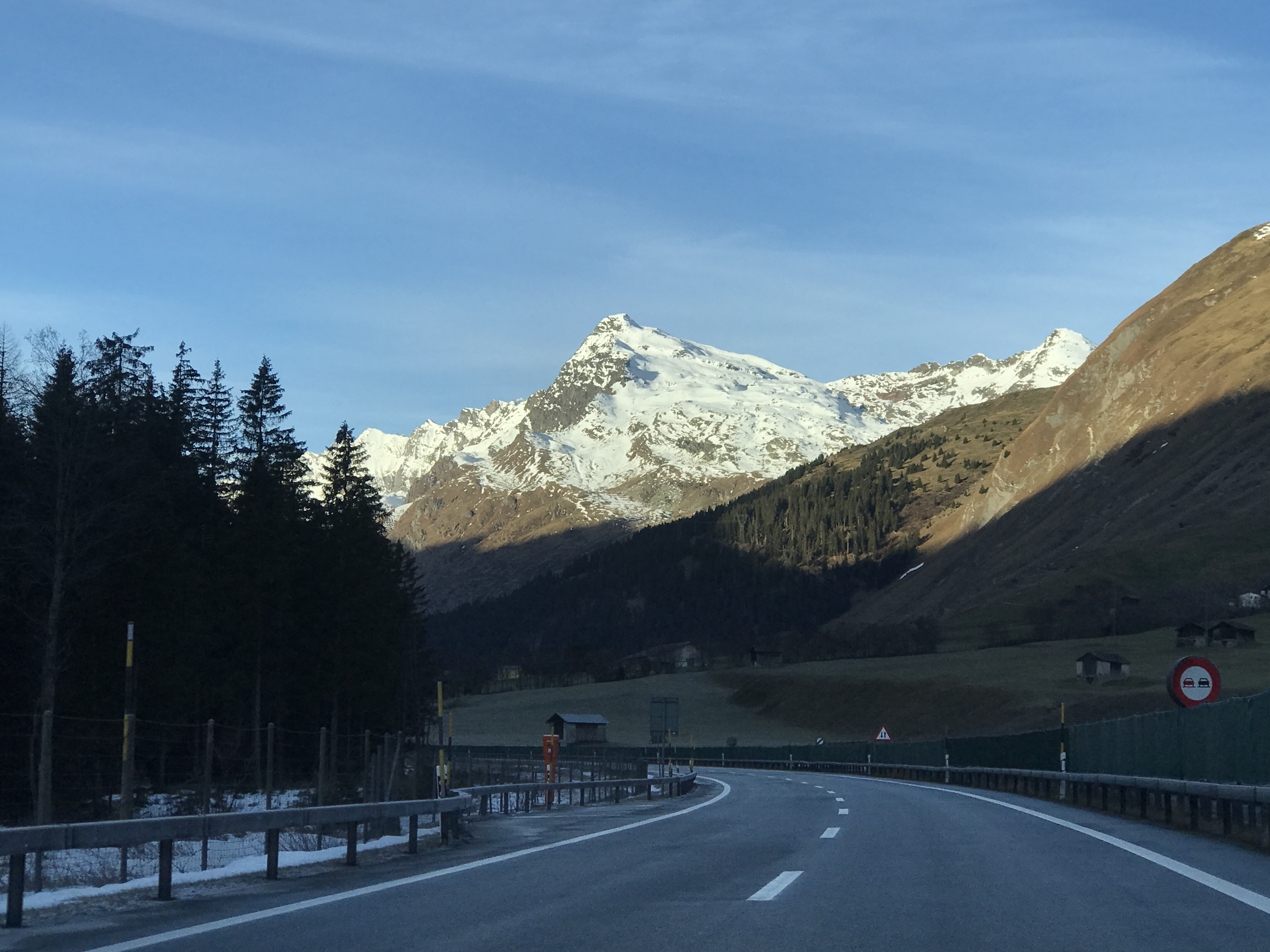
کوه در سوئیس

چیلچالپورن (به لاتین: Chilchalphorn) یک کوه در سوئیس است که در کانتون گراوبوندن واقع شده‌است. چیلچالپورن ۳٬۰۴۰ متر بالاتر از سطح دریا واقع شده‌است.